# Ruta d'Occitània 2022
La Ruta d'Occitània 2022, 46a edició de la Ruta d'Occitània, es disputà entre el 16 i el 19 de juny de 2022 en un recorregut de 585 km repartits entre quatre etapes, amb inici a Semiac i final a Autariba. La cursa formava part del calendari de l'UCI Europa Tour 2022, amb una categoria 2.1.
El vencedor final fou el canadenc Michael Woods (Israel-Premier Tech), que s'imposà a Carlos Rodríguez (Ineos Grenadiers) i Jesús Herrada (Cofidis), segon i tercer respectivament.

## Equips
L'organització convidà a prendre part en la cursa a vint-i-un equips:
| WorldTeams (9)- AG2R Citroën Team - Astana Qazaqstan Team - Cofidis - EF Education-EasyPost - Groupama-FDJ - Ineos Grenadiers - Israel-Premier Tech - Movistar Team - Trek-Segafredo ProTeams (7)- Arkéa-Samsic - B&B Hotels-KTM - Burgos-BH - Caja Rural-Seguros RGA - Equipo Kern Pharma - TotalEnergies - Uno-X Pro Cycling Team Equips continentals (5)- Bike Aid - Go Sport-Roubaix Lille Métropole - Nice Métropole Côte d'Azur - Team U Nantes Atlantique - Saint Michel-Auber 93 |
| |

## Etapes
| Etapa    | Data       | Ciutats d'etapa             | type                    | Distància (km) | Desnivell (m) | Vencedor de l'etapa  | Líder de la general  |
| -------- | ---------- | --------------------------- | ----------------------- | -------------- | ------------- | -------------------- | -------------------- |
| 1a etapa | 16 de juny | Semiac – Illa Jordà         | etapa plana             | 174,4          | 1.708 m       | Arnaud Démare        | Arnaud Démare        |
| 2a etapa | 17 de juny | Bèlmont de Rance – Ròcafòrt | etapa de mitja muntanya | 33,6           |               | Roger Adrià Oliveras | Roger Adrià Oliveras |
| 3a etapa | 18 de juny | Sijan – els Angles          | etapa de muntanya       | 188,7          | 4.503 m       | Michael Woods        | Michael Woods        |
| 4a etapa | 19 de juny | els Angles – Autariba       | etapa accidentada       | 188,3          | 1.939 m       | Niccolò Bonifazio    | Michael Woods        |

### 1a etapa
| \| Classificació de l'etapa \| Classificació de l'etapa \| Classificació de l'etapa \| Classificació de l'etapa \| Classificació de l'etapa \| \| Corredor \| Corredor \| Equip \| Temps \| \| \| ------------------------ \| ------------------------ \| -------------------------------- \| ------------------------ \| ------------------------ \| \| 1r \| Arnaud Démare \| Groupama-FDJ \| 4h 13' 55" \| \| \| 2n \| Pierre Barbier \| B&B Hotels-KTM \| + 0" \| \| \| 3r \| Elia Viviani \| Ineos Grenadiers \| + 0" \| \| \| 4t \| Thomas Boudat \| Go Sport-Roubaix Lille Métropole \| + 0" \| \| \| 5è \| Max Kanter \| Movistar Team \| + 0" \| \| \| 6è \| Davide Cimolai \| Cofidis \| + 0" \| \| \| 7è \| Niccolò Bonifazio \| TotalEnergies \| + 0" \| \| \| 8è \| Léo Bouvier \| Bike Aid \| + 0" \| \| \| 9è \| Andrea Vendrame \| AG2R Citroën Team \| + 0" \| \| \| 10è \| Jon Aberasturi Izaga \| Trek-Segafredo \| + 0" \| \| |                      |                                  |            |
| |                      |                                  |            |
| |                      |                                  |            |
| Classificació de l'etapa |                      |                                  |            |
| Corredor | Corredor             | Equip                            | Temps      |
| 1r | Arnaud Démare        | Groupama-FDJ                     | 4h 13' 55" |
| 2n | Pierre Barbier       | B&B Hotels-KTM                   | + 0"       |
| 3r | Elia Viviani         | Ineos Grenadiers                 | + 0"       |
| 4t | Thomas Boudat        | Go Sport-Roubaix Lille Métropole | + 0"       |
| 5è | Max Kanter           | Movistar Team                    | + 0"       |
| 6è | Davide Cimolai       | Cofidis                          | + 0"       |
| 7è | Niccolò Bonifazio    | TotalEnergies                    | + 0"       |
| 8è | Léo Bouvier          | Bike Aid                         | + 0"       |
| 9è | Andrea Vendrame      | AG2R Citroën Team                | + 0"       |
| 10è | Jon Aberasturi Izaga | Trek-Segafredo                   | + 0"       |

| \| Classificació general \| Classificació general \| Classificació general \| Classificació general \| Classificació general \| \| Corredor \| Corredor \| Equip \| Temps \| \| \| --------------------- \| --------------------- \| -------------------------------- \| --------------------- \| --------------------- \| \| 1r \| Arnaud Démare \| Groupama-FDJ \| 4h 13' 45" \| \| \| 2n \| Pierre Barbier \| B&B Hotels-KTM \| + 4" \| \| \| 3r \| Elia Viviani \| Ineos Grenadiers \| + 6" \| \| \| 4t \| Jean Goubert \| Nice Métropole Côte d'Azur \| + 8" \| \| \| 5è \| Thomas Boudat \| Go Sport-Roubaix Lille Métropole \| + 10" \| \| \| 6è \| Max Kanter \| Movistar Team \| + 10" \| \| \| 7è \| Davide Cimolai \| Cofidis \| + 10" \| \| \| 8è \| Niccolò Bonifazio \| TotalEnergies \| + 10" \| \| \| 9è \| Léo Bouvier \| Bike Aid \| + 10" \| \| \| 10è \| Andrea Vendrame \| AG2R Citroën Team \| + 10" \| \| |                   |                                  |            |
| |                   |                                  |            |
| |                   |                                  |            |
| Classificació general |                   |                                  |            |
| Corredor | Corredor          | Equip                            | Temps      |
| 1r | Arnaud Démare     | Groupama-FDJ                     | 4h 13' 45" |
| 2n | Pierre Barbier    | B&B Hotels-KTM                   | + 4"       |
| 3r | Elia Viviani      | Ineos Grenadiers                 | + 6"       |
| 4t | Jean Goubert      | Nice Métropole Côte d'Azur       | + 8"       |
| 5è | Thomas Boudat     | Go Sport-Roubaix Lille Métropole | + 10"      |
| 6è | Max Kanter        | Movistar Team                    | + 10"      |
| 7è | Davide Cimolai    | Cofidis                          | + 10"      |
| 8è | Niccolò Bonifazio | TotalEnergies                    | + 10"      |
| 9è | Léo Bouvier       | Bike Aid                         | + 10"      |
| 10è | Andrea Vendrame   | AG2R Citroën Team                | + 10"      |

### 2a etapa
| \| Classificació de l'etapa \| Classificació de l'etapa \| Classificació de l'etapa \| Classificació de l'etapa \| Classificació de l'etapa \| \| Corredor \| Corredor \| Equip \| Temps \| \| \| ------------------------ \| ------------------------ \| ------------------------ \| ------------------------ \| ------------------------ \| \| 1r \| Roger Adrià Oliveras \| Equipo Kern Pharma \| 42' 42" \| \| \| 2n \| Michael Valgren Andersen \| EF Education-EasyPost \| + 0" \| \| \| 3r \| Julien Simon \| TotalEnergies \| + 0" \| \| \| 4t \| Max Kanter \| Movistar Team \| + 0" \| \| \| 5è \| Axel Mariault \| Team U Nantes Atlantique \| + 0" \| \| \| 6è \| Michael Woods \| Israel-Premier Tech \| + 0" \| \| \| 7è \| Filippo Baroncini \| Trek-Segafredo \| + 0" \| \| \| 8è \| Jonas Gregaard Wilsly \| Uno-X Pro Cycling Team \| + 0" \| \| \| 9è \| Odd Christian Eiking \| EF Education-EasyPost \| + 0" \| \| \| 10è \| Andrea Vendrame \| AG2R Citroën Team \| + 0" \| \| |                          |                          |         |
| |                          |                          |         |
| |                          |                          |         |
| Classificació de l'etapa |                          |                          |         |
| Corredor | Corredor                 | Equip                    | Temps   |
| 1r | Roger Adrià Oliveras     | Equipo Kern Pharma       | 42' 42" |
| 2n | Michael Valgren Andersen | EF Education-EasyPost    | + 0"    |
| 3r | Julien Simon             | TotalEnergies            | + 0"    |
| 4t | Max Kanter               | Movistar Team            | + 0"    |
| 5è | Axel Mariault            | Team U Nantes Atlantique | + 0"    |
| 6è | Michael Woods            | Israel-Premier Tech      | + 0"    |
| 7è | Filippo Baroncini        | Trek-Segafredo           | + 0"    |
| 8è | Jonas Gregaard Wilsly    | Uno-X Pro Cycling Team   | + 0"    |
| 9è | Odd Christian Eiking     | EF Education-EasyPost    | + 0"    |
| 10è | Andrea Vendrame          | AG2R Citroën Team        | + 0"    |

| \| Classificació general \| Classificació general \| Classificació general \| Classificació general \| Classificació general \| \| Corredor \| Corredor \| Equip \| Temps \| \| \| --------------------- \| ------------------------ \| --------------------- \| --------------------- \| --------------------- \| \| 1r \| Roger Adrià Oliveras \| Equipo Kern Pharma \| 4h 56' 27" \| \| \| 2n \| Arnaud Démare \| Groupama-FDJ \| + 0" \| \| \| 3r \| Michael Valgren Andersen \| EF Education-EasyPost \| + 4" \| \| \| 4t \| Julien Simon \| TotalEnergies \| + 6" \| \| \| 5è \| Max Kanter \| Movistar Team \| + 10" \| \| \| 6è \| Andrea Vendrame \| AG2R Citroën Team \| + 10" \| \| \| 7è \| Óscar Pelegrí \| Burgos-BH \| + 10" \| \| \| 8è \| Nairo Quintana Rojas \| Arkéa-Samsic \| + 10" \| \| \| 9è \| Cyril Barthe \| B&B Hotels-KTM \| + 10" \| \| \| 10è \| Valentin Paret-Peintre \| AG2R Citroën Team \| + 10" \| \| |                          |                       |            |
| |                          |                       |            |
| |                          |                       |            |
| Classificació general |                          |                       |            |
| Corredor | Corredor                 | Equip                 | Temps      |
| 1r | Roger Adrià Oliveras     | Equipo Kern Pharma    | 4h 56' 27" |
| 2n | Arnaud Démare            | Groupama-FDJ          | + 0"       |
| 3r | Michael Valgren Andersen | EF Education-EasyPost | + 4"       |
| 4t | Julien Simon             | TotalEnergies         | + 6"       |
| 5è | Max Kanter               | Movistar Team         | + 10"      |
| 6è | Andrea Vendrame          | AG2R Citroën Team     | + 10"      |
| 7è | Óscar Pelegrí            | Burgos-BH             | + 10"      |
| 8è | Nairo Quintana Rojas     | Arkéa-Samsic          | + 10"      |
| 9è | Cyril Barthe             | B&B Hotels-KTM        | + 10"      |
| 10è | Valentin Paret-Peintre   | AG2R Citroën Team     | + 10"      |

### 3a etapa
| \| Classificació de l'etapa \| Classificació de l'etapa \| Classificació de l'etapa \| Classificació de l'etapa \| Classificació de l'etapa \| \| Corredor \| Corredor \| Equip \| Temps \| \| \| ------------------------ \| --------------------------- \| ------------------------ \| ------------------------ \| ------------------------ \| \| 1r \| Michael Woods \| Israel-Premier Tech \| 5h 23' 35" \| \| \| 2n \| Carlos Rodríguez Cano \| Ineos Grenadiers \| + 1' 11" \| \| \| 3r \| Jesús Herrada López \| Cofidis \| + 1' 12" \| \| \| 4t \| Alejandro Valverde Belmonte \| Movistar Team \| + 1' 12" \| \| \| 5è \| Mattias Skjelmose \| Trek-Segafredo \| + 1' 34" \| \| \| 6è \| Odd Christian Eiking \| EF Education-EasyPost \| + 1' 35" \| \| \| 7è \| Jonas Gregaard Wilsly \| Uno-X Pro Cycling Team \| + 1' 35" \| \| \| 8è \| Nairo Quintana Rojas \| Arkéa-Samsic \| + 1' 35" \| \| \| 9è \| Cristián Rodríguez Martín \| TotalEnergies \| + 1' 35" \| \| \| 10è \| Michel Ries \| Arkéa-Samsic \| + 2' 26" \| \| |                             |                        |            |
| |                             |                        |            |
| |                             |                        |            |
| Classificació de l'etapa |                             |                        |            |
| Corredor | Corredor                    | Equip                  | Temps      |
| 1r | Michael Woods               | Israel-Premier Tech    | 5h 23' 35" |
| 2n | Carlos Rodríguez Cano       | Ineos Grenadiers       | + 1' 11"   |
| 3r | Jesús Herrada López         | Cofidis                | + 1' 12"   |
| 4t | Alejandro Valverde Belmonte | Movistar Team          | + 1' 12"   |
| 5è | Mattias Skjelmose           | Trek-Segafredo         | + 1' 34"   |
| 6è | Odd Christian Eiking        | EF Education-EasyPost  | + 1' 35"   |
| 7è | Jonas Gregaard Wilsly       | Uno-X Pro Cycling Team | + 1' 35"   |
| 8è | Nairo Quintana Rojas        | Arkéa-Samsic           | + 1' 35"   |
| 9è | Cristián Rodríguez Martín   | TotalEnergies          | + 1' 35"   |
| 10è | Michel Ries                 | Arkéa-Samsic           | + 2' 26"   |

| \| Classificació general \| Classificació general \| Classificació general \| Classificació general \| Classificació general \| \| Corredor \| Corredor \| Equip \| Temps \| \| \| --------------------- \| --------------------------- \| ---------------------- \| --------------------- \| --------------------- \| \| 1r \| Michael Woods \| Israel-Premier Tech \| 10h 19' 59" \| \| \| 2n \| Carlos Rodríguez Cano \| Ineos Grenadiers \| + 1' 16" \| \| \| 3r \| Jesús Herrada López \| Cofidis \| + 1' 21" \| \| \| 4t \| Alejandro Valverde Belmonte \| Movistar Team \| + 1' 24" \| \| \| 5è \| Mattias Skjelmose \| Trek-Segafredo \| + 1' 47" \| \| \| 6è \| Nairo Quintana Rojas \| Arkéa-Samsic \| + 1' 48" \| \| \| 7è \| Odd Christian Eiking \| EF Education-EasyPost \| + 1' 48" \| \| \| 8è \| Jonas Gregaard Wilsly \| Uno-X Pro Cycling Team \| + 1' 48" \| \| \| 9è \| Cristián Rodríguez Martín \| TotalEnergies \| + 1' 48" \| \| \| 10è \| Nicolas Edet \| Arkéa-Samsic \| + 2' 39" \| \| |                             |                        |             |
| |                             |                        |             |
| |                             |                        |             |
| Classificació general |                             |                        |             |
| Corredor | Corredor                    | Equip                  | Temps       |
| 1r | Michael Woods               | Israel-Premier Tech    | 10h 19' 59" |
| 2n | Carlos Rodríguez Cano       | Ineos Grenadiers       | + 1' 16"    |
| 3r | Jesús Herrada López         | Cofidis                | + 1' 21"    |
| 4t | Alejandro Valverde Belmonte | Movistar Team          | + 1' 24"    |
| 5è | Mattias Skjelmose           | Trek-Segafredo         | + 1' 47"    |
| 6è | Nairo Quintana Rojas        | Arkéa-Samsic           | + 1' 48"    |
| 7è | Odd Christian Eiking        | EF Education-EasyPost  | + 1' 48"    |
| 8è | Jonas Gregaard Wilsly       | Uno-X Pro Cycling Team | + 1' 48"    |
| 9è | Cristián Rodríguez Martín   | TotalEnergies          | + 1' 48"    |
| 10è | Nicolas Edet                | Arkéa-Samsic           | + 2' 39"    |

### 4a etapa
| \| Classificació de l'etapa \| Classificació de l'etapa \| Classificació de l'etapa \| Classificació de l'etapa \| Classificació de l'etapa \| \| Corredor \| Corredor \| Equip \| Temps \| \| \| ------------------------ \| --------------------------- \| -------------------------------- \| ------------------------ \| ------------------------ \| \| 1r \| Niccolò Bonifazio \| TotalEnergies \| 4h 13' 49" \| \| \| 2n \| Matteo Moschetti \| Trek-Segafredo \| + 0" \| \| \| 3r \| Max Kanter \| Movistar Team \| + 0" \| \| \| 4t \| Elia Viviani \| Ineos Grenadiers \| + 0" \| \| \| 5è \| Thomas Boudat \| Go Sport-Roubaix Lille Métropole \| + 0" \| \| \| 6è \| Mattias Skjelmose \| Trek-Segafredo \| + 0" \| \| \| 7è \| Alejandro Valverde Belmonte \| Movistar Team \| + 0" \| \| \| 8è \| Jonas Gregaard Wilsly \| Uno-X Pro Cycling Team \| + 0" \| \| \| 9è \| Jesús Herrada López \| Cofidis \| + 0" \| \| \| 10è \| Kim Heiduk \| Ineos Grenadiers \| + 0" \| \| |                             |                                  |            |
| |                             |                                  |            |
| |                             |                                  |            |
| Classificació de l'etapa |                             |                                  |            |
| Corredor | Corredor                    | Equip                            | Temps      |
| 1r | Niccolò Bonifazio           | TotalEnergies                    | 4h 13' 49" |
| 2n | Matteo Moschetti            | Trek-Segafredo                   | + 0"       |
| 3r | Max Kanter                  | Movistar Team                    | + 0"       |
| 4t | Elia Viviani                | Ineos Grenadiers                 | + 0"       |
| 5è | Thomas Boudat               | Go Sport-Roubaix Lille Métropole | + 0"       |
| 6è | Mattias Skjelmose           | Trek-Segafredo                   | + 0"       |
| 7è | Alejandro Valverde Belmonte | Movistar Team                    | + 0"       |
| 8è | Jonas Gregaard Wilsly       | Uno-X Pro Cycling Team           | + 0"       |
| 9è | Jesús Herrada López         | Cofidis                          | + 0"       |
| 10è | Kim Heiduk                  | Ineos Grenadiers                 | + 0"       |

## Classificacions finals

### Classificació general
| \| Classificació general \| Classificació general \| Classificació general \| Classificació general \| Classificació general \| \| Corredor \| Corredor \| Equip \| Temps \| \| \| --------------------- \| --------------------------- \| ---------------------- \| --------------------- \| --------------------- \| \| 1r \| Michael Woods \| Israel-Premier Tech \| 14h 33' 48" \| \| \| 2n \| Carlos Rodríguez Cano \| Ineos Grenadiers \| + 1' 16" \| \| \| 3r \| Jesús Herrada López \| Cofidis \| + 1' 21" \| \| \| 4t \| Alejandro Valverde Belmonte \| Movistar Team \| + 1' 24" \| \| \| 5è \| Mattias Skjelmose \| Trek-Segafredo \| + 1' 44" \| \| \| 6è \| Jonas Gregaard Wilsly \| Uno-X Pro Cycling Team \| + 1' 47" \| \| \| 7è \| Nairo Quintana Rojas \| Arkéa-Samsic \| + 1' 48" \| \| \| 8è \| Cristián Rodríguez Martín \| TotalEnergies \| + 1' 48" \| \| \| 9è \| Nicolas Edet \| Arkéa-Samsic \| + 3' 41" \| \| \| 10è \| Andrei Zeits \| Astana Qazaqstan Team \| + 4' 48" \| \| |                             |                        |             |
| |                             |                        |             |
| |                             |                        |             |
| Classificació general |                             |                        |             |
| Corredor | Corredor                    | Equip                  | Temps       |
| 1r | Michael Woods               | Israel-Premier Tech    | 14h 33' 48" |
| 2n | Carlos Rodríguez Cano       | Ineos Grenadiers       | + 1' 16"    |
| 3r | Jesús Herrada López         | Cofidis                | + 1' 21"    |
| 4t | Alejandro Valverde Belmonte | Movistar Team          | + 1' 24"    |
| 5è | Mattias Skjelmose           | Trek-Segafredo         | + 1' 44"    |
| 6è | Jonas Gregaard Wilsly       | Uno-X Pro Cycling Team | + 1' 47"    |
| 7è | Nairo Quintana Rojas        | Arkéa-Samsic           | + 1' 48"    |
| 8è | Cristián Rodríguez Martín   | TotalEnergies          | + 1' 48"    |
| 9è | Nicolas Edet                | Arkéa-Samsic           | + 3' 41"    |
| 10è | Andrei Zeits                | Astana Qazaqstan Team  | + 4' 48"    |

### Classificacions secundàries
| Classificació per punts | Classificació per punts | Classificació per punts          | Classificació per punts | Classificació per punts |
| Corredor                | Corredor                | Equip                            | Punts                   |                         |
| ----------------------- | ----------------------- | -------------------------------- | ----------------------- | ----------------------- |
| 1r                      | Max Kanter              | Movistar Team                    | 38 pts                  |                         |
| 2n                      | Michael Woods           | Israel-Premier Tech              | 29 pts                  |                         |
| 3r                      | Elia Viviani            | Ineos Grenadiers                 | 28 pts                  |                         |
| 4t                      | Niccolò Bonifazio       | TotalEnergies                    | 27 pts                  |                         |
| 5è                      | Thomas Boudat           | Go Sport-Roubaix Lille Métropole | 23 pts                  |                         |
| 6è                      | Roger Adrià Oliveras    | Equipo Kern Pharma               | 20 pts                  |                         |
| 7è                      | Arnaud Démare           | Groupama-FDJ                     | 20 pts                  |                         |
| 8è                      | Mattias Skjelmose       | Trek-Segafredo                   | 20 pts                  |                         |
| 9è                      | Carlos Rodríguez Cano   | Ineos Grenadiers                 | 17 pts                  |                         |
| 10è                     | Matteo Moschetti        | Trek-Segafredo                   | 17 pts                  |                         |

| Classificació per punts | Classificació per punts | Classificació per punts          | Classificació per punts | Classificació per punts |
| Corredor                | Corredor                | Equip                            | Punts                   |                         |
| ----------------------- | ----------------------- | -------------------------------- | ----------------------- | ----------------------- |
| 1r                      | Max Kanter              | Movistar Team                    | 38 pts                  |                         |
| 2n                      | Michael Woods           | Israel-Premier Tech              | 29 pts                  |                         |
| 3r                      | Elia Viviani            | Ineos Grenadiers                 | 28 pts                  |                         |
| 4t                      | Niccolò Bonifazio       | TotalEnergies                    | 27 pts                  |                         |
| 5è                      | Thomas Boudat           | Go Sport-Roubaix Lille Métropole | 23 pts                  |                         |
| 6è                      | Roger Adrià Oliveras    | Equipo Kern Pharma               | 20 pts                  |                         |
| 7è                      | Arnaud Démare           | Groupama-FDJ                     | 20 pts                  |                         |
| 8è                      | Mattias Skjelmose       | Trek-Segafredo                   | 20 pts                  |                         |
| 9è                      | Carlos Rodríguez Cano   | Ineos Grenadiers                 | 17 pts                  |                         |
| 10è                     | Matteo Moschetti        | Trek-Segafredo                   | 17 pts                  |                         |

| Classificació de la muntanya | Classificació de la muntanya | Classificació de la muntanya | Classificació de la muntanya | Classificació de la muntanya |
| Corredor                     | Corredor                     | Equip                        | Punts                        |                              |
| ---------------------------- | ---------------------------- | ---------------------------- | ---------------------------- | ---------------------------- |
| 1r                           | Winner Anacona Gómez         | Arkéa-Samsic                 | 25 pts                       |                              |
| 2n                           | Michael Woods                | Israel-Premier Tech          | 17 pts                       |                              |
| 3r                           | Carlos Rodríguez Cano        | Ineos Grenadiers             | 16 pts                       |                              |
| 4t                           | Igor Arrieta                 | Equipo Kern Pharma           | 12 pts                       |                              |
| 5è                           | Nairo Quintana Rojas         | Arkéa-Samsic                 | 11 pts                       |                              |
| 6è                           | Niccolò Bonifazio            | TotalEnergies                | 11 pts                       |                              |
| 7è                           | Michel Ries                  | Arkéa-Samsic                 | 10 pts                       |                              |
| 8è                           | Cristián Rodríguez Martín    | TotalEnergies                | 8 pts                        |                              |
| 9è                           | Carl Fredrik Hagen           | Israel-Premier Tech          | 7 pts                        |                              |
| 10è                          | Laurens De Plus              | Ineos Grenadiers             | 7 pts                        |                              |

| Classificació de la muntanya | Classificació de la muntanya | Classificació de la muntanya | Classificació de la muntanya | Classificació de la muntanya |
| Corredor                     | Corredor                     | Equip                        | Punts                        |                              |
| ---------------------------- | ---------------------------- | ---------------------------- | ---------------------------- | ---------------------------- |
| 1r                           | Winner Anacona Gómez         | Arkéa-Samsic                 | 25 pts                       |                              |
| 2n                           | Michael Woods                | Israel-Premier Tech          | 17 pts                       |                              |
| 3r                           | Carlos Rodríguez Cano        | Ineos Grenadiers             | 16 pts                       |                              |
| 4t                           | Igor Arrieta                 | Equipo Kern Pharma           | 12 pts                       |                              |
| 5è                           | Nairo Quintana Rojas         | Arkéa-Samsic                 | 11 pts                       |                              |
| 6è                           | Niccolò Bonifazio            | TotalEnergies                | 11 pts                       |                              |
| 7è                           | Michel Ries                  | Arkéa-Samsic                 | 10 pts                       |                              |
| 8è                           | Cristián Rodríguez Martín    | TotalEnergies                | 8 pts                        |                              |
| 9è                           | Carl Fredrik Hagen           | Israel-Premier Tech          | 7 pts                        |                              |
| 10è                          | Laurens De Plus              | Ineos Grenadiers             | 7 pts                        |                              |

| Classificació del millor jove | Classificació del millor jove | Classificació del millor jove | Classificació del millor jove | Classificació del millor jove |
| Corredor                      | Corredor                      | Equip                         | Temps                         |                               |
| ----------------------------- | ----------------------------- | ----------------------------- | ----------------------------- | ----------------------------- |
| 1r                            | Carlos Rodríguez Cano         | Ineos Grenadiers              | 14h 35' 04"                   |                               |
| 2n                            | Mattias Skjelmose             | Trek-Segafredo                | + 28"                         |                               |
| 3r                            | Jonas Gregaard Wilsly         | Uno-X Pro Cycling Team        | + 31"                         |                               |
| 4t                            | Michel Ries                   | Arkéa-Samsic                  | + 6' 29"                      |                               |
| 5è                            | Roger Adrià Oliveras          | Equipo Kern Pharma            | + 8' 34"                      |                               |
| 6è                            | Filippo Baroncini             | Trek-Segafredo                | + 12' 16"                     |                               |
| 7è                            | Louis Richard                 | Team U Nantes Atlantique      | + 13' 10"                     |                               |
| 8è                            | Jordan Jegat                  | Team U Nantes Atlantique      | + 13' 18"                     |                               |
| 9è                            | Jacob Hindsgaul Madsen        | Uno-X Pro Cycling Team        | + 13' 24"                     |                               |
| 10è                           | Asbjørn Hellemose             | Trek-Segafredo                | + 13' 56"                     |                               |

| Classificació del millor jove | Classificació del millor jove | Classificació del millor jove | Classificació del millor jove | Classificació del millor jove |
| Corredor                      | Corredor                      | Equip                         | Temps                         |                               |
| ----------------------------- | ----------------------------- | ----------------------------- | ----------------------------- | ----------------------------- |
| 1r                            | Carlos Rodríguez Cano         | Ineos Grenadiers              | 14h 35' 04"                   |                               |
| 2n                            | Mattias Skjelmose             | Trek-Segafredo                | + 28"                         |                               |
| 3r                            | Jonas Gregaard Wilsly         | Uno-X Pro Cycling Team        | + 31"                         |                               |
| 4t                            | Michel Ries                   | Arkéa-Samsic                  | + 6' 29"                      |                               |
| 5è                            | Roger Adrià Oliveras          | Equipo Kern Pharma            | + 8' 34"                      |                               |
| 6è                            | Filippo Baroncini             | Trek-Segafredo                | + 12' 16"                     |                               |
| 7è                            | Louis Richard                 | Team U Nantes Atlantique      | + 13' 10"                     |                               |
| 8è                            | Jordan Jegat                  | Team U Nantes Atlantique      | + 13' 18"                     |                               |
| 9è                            | Jacob Hindsgaul Madsen        | Uno-X Pro Cycling Team        | + 13' 24"                     |                               |
| 10è                           | Asbjørn Hellemose             | Trek-Segafredo                | + 13' 56"                     |                               |

| Classificació per equips | Classificació per equips | Classificació per equips | Classificació per equips |
| Equip                    | Equip                    | Temps                    |                          |
| ------------------------ | ------------------------ | ------------------------ | ------------------------ |
| 1r                       | Arkéa-Samsic             | 43h 49' 32"              |                          |
| 2n                       | Ineos Grenadiers         | + 9' 59"                 |                          |
| 3r                       | Trek-Segafredo           | + 15' 22"                |                          |
| 4t                       | TotalEnergies            | + 27' 05"                |                          |
| 5è                       | Movistar Team            | + 28' 21"                |                          |

| Classificació per equips | Classificació per equips | Classificació per equips | Classificació per equips |
| Equip                    | Equip                    | Temps                    |                          |
| ------------------------ | ------------------------ | ------------------------ | ------------------------ |
| 1r                       | Arkéa-Samsic             | 43h 49' 32"              |                          |
| 2n                       | Ineos Grenadiers         | + 9' 59"                 |                          |
| 3r                       | Trek-Segafredo           | + 15' 22"                |                          |
| 4t                       | TotalEnergies            | + 27' 05"                |                          |
| 5è                       | Movistar Team            | + 28' 21"                |                          |

## Evolució de les classificacions
| Etapa                  | Vencedor               | Classificació general | Classificació per punts | Classificació de la muntanya | Classificació dels joves | Classificació per equips |
| ---------------------- | ---------------------- | --------------------- | ----------------------- | ---------------------------- | ------------------------ | ------------------------ |
| 1                      | Arnaud Démare          | Arnaud Démare         | Arnaud Démare           | Jean Goubert                 | Pierre Barbier           | AG2R Citroën             |
| 2                      | Roger Adrià            | Roger Adrià           | Max Kanter              | Alan Jousseaume              | Roger Adrià              | AG2R Citroën             |
| 3                      | Michael Woods          | Michael Woods         | Michael Woods           | Michael Woods                | Carlos Rodríguez         | Arkéa-Samsic             |
| 4                      | Niccolò Bonifazio      | Michael Woods         | Max Kanter              | Winner Anacona               | Carlos Rodríguez         | Arkéa-Samsic             |
| Classificacions finals | Classificacions finals | Michael Woods         | Max Kanter              | Winner Anacona               | Carlos Rodríguez         | Arkéa-Samsic             |